# Ann-Katrin Müller

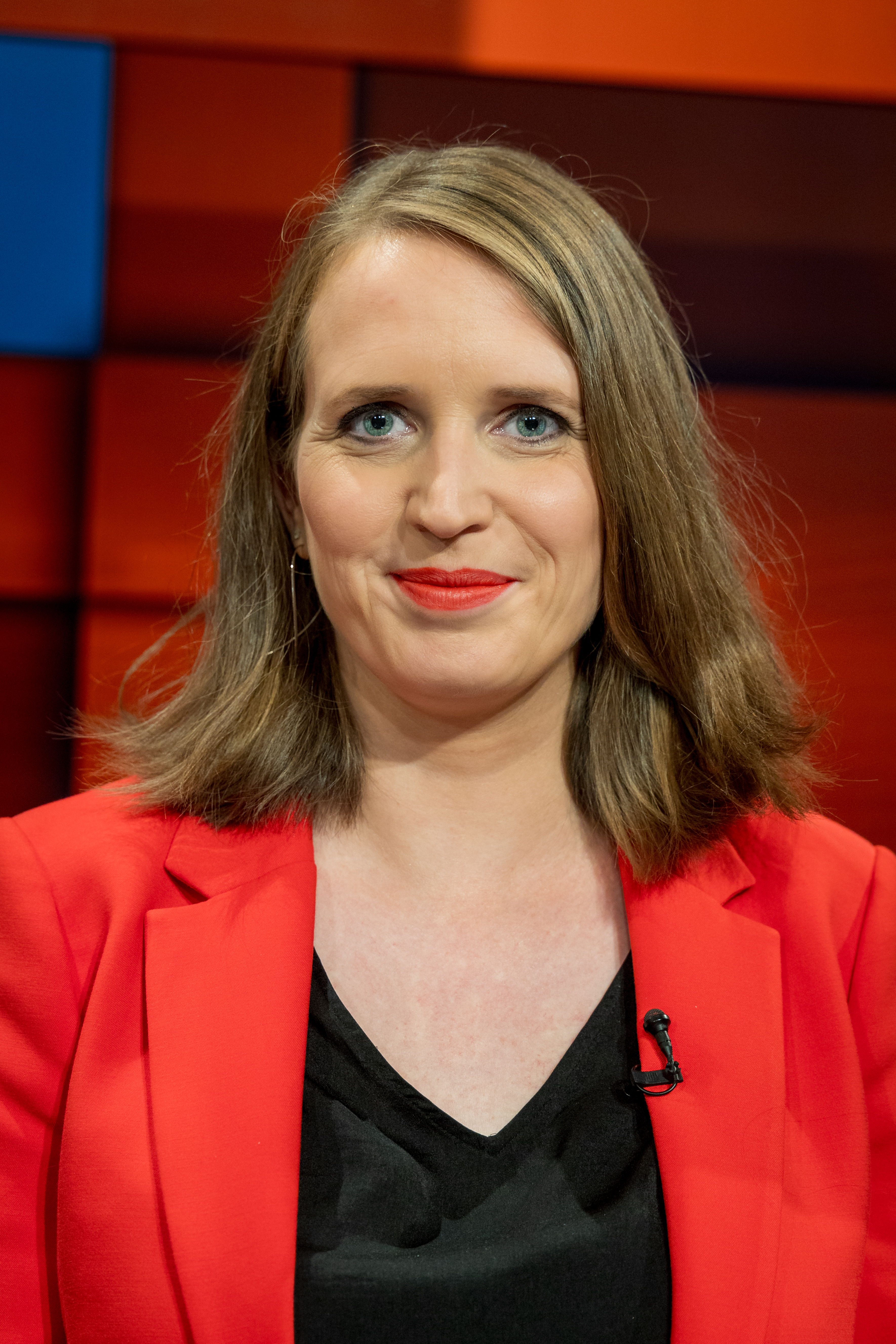
Ann-Katrin Müller (2023)

Ann-Katrin Müller (geboren 1987 im Rheinland) ist eine deutsche Journalistin und seit 2013 Redakteurin im Politikressort des Nachrichtenmagazins Der Spiegel.

## Leben und Wirken
Müller studierte Politikwissenschaften und European Studies in Bonn und London und absolvierte ihr Volontariat beim ARD-Polittalk Hart aber fair. Danach war sie für den öffentlich-rechtlichen Fernsehsender Phoenix, die dapd Nachrichtenagentur, die Financial Times Deutschland und das WDR Fernsehen tätig. Seit 2013 arbeitet sie für das Magazin Der Spiegel als Politikredakteurin im Hauptstadtbüro.
Müllers thematische Schwerpunkte sind die AfD, sexualisierte Gewalt, Frauenfeindlichkeit und Desinformation. 2018 erhielt sie den Axel-Springer-Preis in Silber für den Artikel „Vater unser“ (Der Spiegel, 30. Dezember 2017).

## Kontroversen

### Co-Autorin des Spiegel-Artikels zum Fall Luke Mockridge
Unter dem Titel „Die Akte Mockridge“ veröffentlichte Müller im Spiegel 2021 zusammen mit Laura Backes einen Artikel zu Vorwürfen angeblicher sexualisierter Gewalt des Komikers Luke Mockridge gegenüber seiner Ex-Partnerin Ines Anioli und weiterer, in dem Artikel anonym bleibender, Frauen. Der Artikel stützte sich dabei auf Ermittlungsakten, eine eidesstattliche Erklärung einer Ex-Freundin Mockridges und auf Aussagen weiterer Frauen. Vor dem Landgericht Köln erwirkte Mockridge im Dezember 2021 eine Streichung von Passagen aus dem Artikel, vor dem Hanseatischen Oberlandesgericht im Januar 2022 eine Streichung weiterer zentraler Passagen. Dabei stützte das Gericht seine Entscheidung auf die Verbreitung unwahrer Tatsachenbehauptungen. In der Urteilsbegründung wurde der umstrittene Artikel als „unzulässige Verdachtsberichterstattung“ eingeordnet. Im Februar 2022 bestätigte das Landgericht Hamburg die einstweilige Verfügung gegen den Spiegel. Im Juni 2023 urteilte das Hanseatische Oberlandesgericht erneut zu Gunsten Mockridges. Im August 2023 begann vor dem Landgericht Hamburg das Hauptsacheverfahren im Rechtsstreit zwischen Luke Mockridge und dem Spiegel.
Ein auf eine Strafanzeige Aniolis 2019 hin eingeleitetes Ermittlungsverfahren gegen Mockridge wurde zudem von der Staatsanwaltschaft Köln eingestellt.

### Rechtsstreit mit Stephan Brandner
Im Januar 2024 untersagte das Landgericht Berlin dem AfD-Politiker Stephan Brandner (Beschl. v. 11. Januar 2024, Az. 27 O 546/23) „zu behaupten oder zu verbreiten, Ann-Katrin Müller sei eine ,Faschistin‘, ,Oberfaschistin‘ oder ,Spiegel-Faschistin‘“. Brandner wurde zu einem Ordnungsgeld von 5000 Euro verurteilt. Da er sich nach Erlass der einstweiligen Verfügung weigerte, eine Abschlusserklärung abzugeben, erhob Müller auch Hauptsacheklage. Da er einen X-Post nicht entfernte, wurde er zu einem weiteren Ordnungsgeld von 15.000 Euro verurteilt (Beschl. v. 3. April 2024, Az. 27 O 546/23).

## Publikationen
- mit Maik Baumgärtner: Die Unsichtbaren: Wie Geheimagentinnen die deutsche Geschichte geprägt haben. DVA, München 2022, ISBN 978-3-421-04896-7.